# Chaim Joseph David Azulai

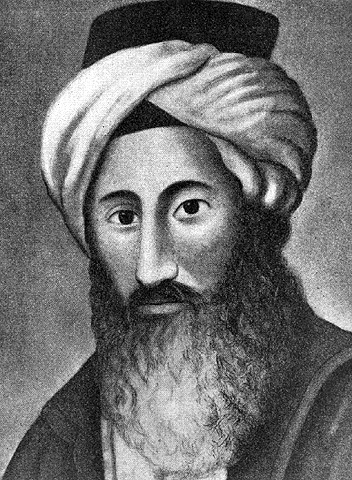
Chaim Joseph David Azulai

Chaim Joseph David Azulai (Akronym Chida; geboren 1724 in Jerusalem; gestorben 1. März 1806, nach anderen Angaben: 21. März 1807 in Livorno), Urenkel des Abraham Azulai, war jüdischer Gelehrter, Dezisor, Kabbalist und Bibliograph.
Er besaß umfassende Kenntnisse der gesamten rabbinischen Literatur und genoss in den palästinischen jüdischen Gemeinden ein sehr hohes Ansehen, so dass er mehrfach als deren Abgesandter („Meschullach“) in Europa diplomatische Missionen wahrnahm.
Infolgedessen hielt er sich häufig in Italien, Frankreich, Deutschland und Holland auf und stand in Verbindung mit den führenden rabbinischen Autoritäten seiner Zeit. Überall, wo er hinkam, nutzte er die Gelegenheit, hebräische Druckwerke und Handschriften zu sichten und zu sammeln und verfasste in der Folge das literarhistorische Lexikon Schem hagedolim („Name der Großen“, 1774–1786, bio-bibliographisches Lexikon, behandelt über 1300 jüdische Gelehrte), das zu einem vielbenutzten Nachschlagewerk wurde. Daneben entstanden zahlreiche exegetische und homiletische Werke.
Über seine Reisen und Erlebnisse führte er Tagebücher, die zum Teil später veröffentlicht wurden.